# Музей Марії Заньковецької (Київ)

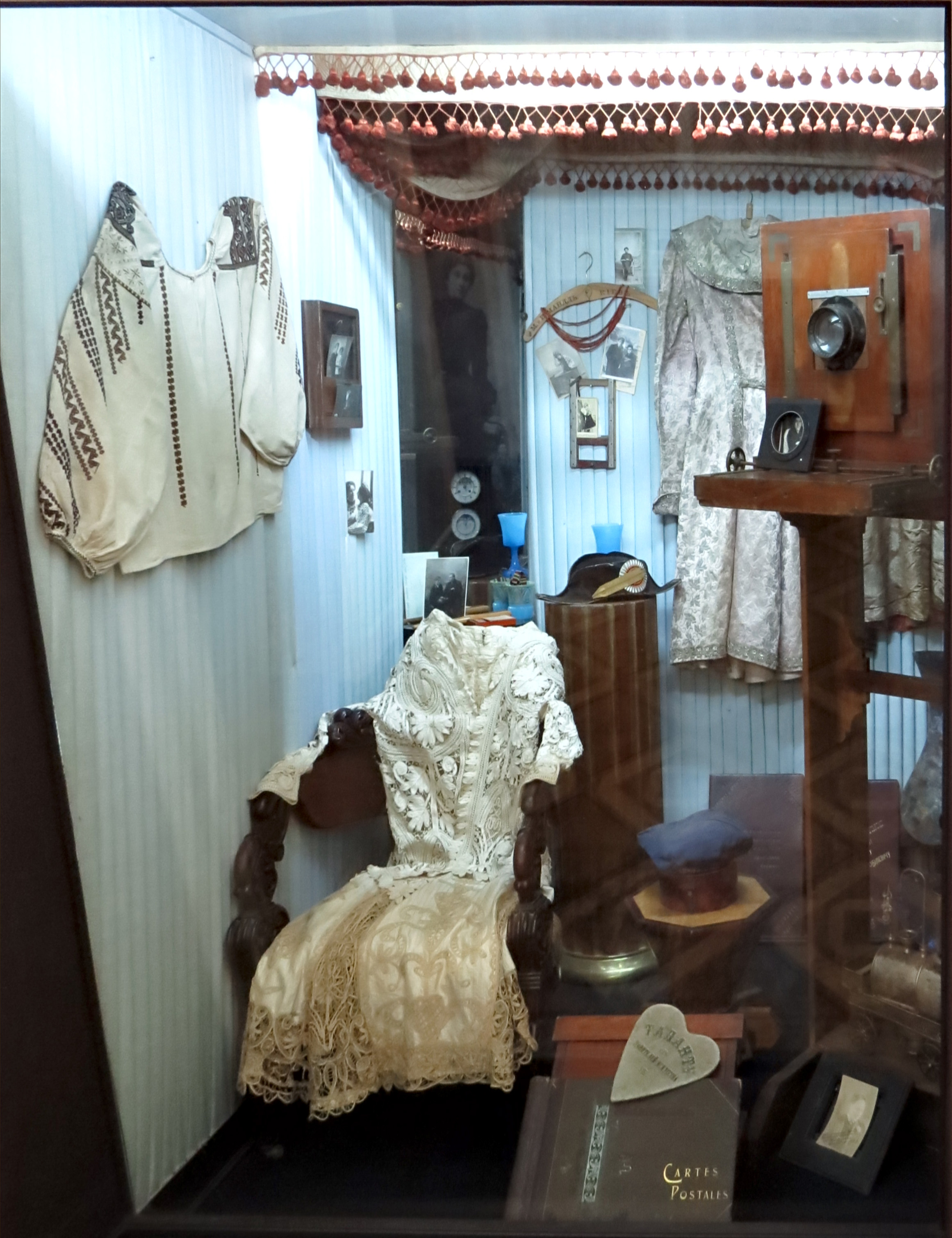
Експозиція, присвячена Марії Заньковецькій

Музей Марії Заньковецької в Києві — у складі Музею театрального, музичного і кіномистецтва України. Створений на основі колекції Марії Заньковецької, яка збиралася з 1923 року. Ініціатива створення музею належала керівництву Музею театрального, музичного і кіномистецтва України та її учням — співаку І. Козловському та керівнику Львівського театру ім. М. Заньковецької Б. Романицькому. 
Відкритий музей у 1960 році у квартирі акторки за адресою: вул. Велика Васильківська, 121, другий поверх, квартира № 4. 
Перша експозиція музею була побудована за проєктом музейного експозиціонера Аркадія Драка (1925-2002). Будинок, де знаходився музей, був зруйнований у 1980 році і відбудований у 1989.  Новий проєкт по створенню експозиції очолювала Г. М. Галабутська, завідувачка музею М. Заньковецької у той час. 
Експозиція музею налічує понад дві тисячі експонатів та складається з двох частин:
- історико-біографічної — висвітлює життя і творчість М. Заньковецької від народження до 1917 р.,
- меморіальної — представлено квартиру акторки, де вона жила з 1918-по 1934 рр.

У музеї представлені світлини акторки у житті і в ролях, рукописи, програми вистав, колекція сценічних костюмів, живописні роботи, особисті речі, меблі, предмети побуту. Також повністю за документальними свідченнями сучасників М. Заньковецької, малюнками та світлинами художника Ю. Павловича відтворено інтер'єр квартири акторки.